# No (pel·lícula)

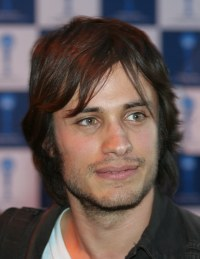
Gael García Bernal, el protagonista de la pel·lícula

No és una pel·lícula xilena de 2012 dirigida per Pablo Larraín i escrita per Pedro Peirano a partir de l'obra de teatre inèdita El plebiscito de Antonio Skármeta. El film relata la campanya del No en el plebiscit de 1988 i compta amb un repartiment encapçalat per Gael García Bernal, Alfredo Castro, Luis Gnecco, Antonia Zegers i Néstor Cantillana. Al gener de 2013, es va convertir en la primera cinta xilena candidata a l'Oscar a la millor pel·lícula estrangera. Televisión Nacional de Chile exhibió en enero de 2014 va exhibir al gener de 2014 una sèrie en quatre capítols, «una mena de versió ampliada de la pel·lícula».

## Antecedents
La franja publicitària en televisió va ser decisiva per al triomf de l'opció No en el plebiscit de 1988. La campanya tenia com a objectiu mostrar l'opció del No com a alternativa vàlida per a enfrontar-se a Pinochet, que encapçalava l'opció del Si. En el plebiscit, dut a terme el 5 d'octubre de 1988, va vèncer l'oposició: del total de vots escrutats, el Sí que va obtenir el 43,01% i el No, el 54,71%. Conforme a les disposicions transitòries de la Constitució, aquest triomf va implicar la convocatòria d'eleccions democràtiques conjuntes de president i parlamentaris a l'any següent, que conduirien tant a la fi de la dictadura com al començament del període anomenat transició a la democràcia l'11 de març de 1990.

## Trama
Després de 15 anys de govern militar i al mig una considerable pressió internacional, el govern de Xile ha de realitzar el plebiscit nacional de 1988, com havia quedat establert en la constitució de 1980. Aquesta elecció definia la continuïtat del règim autoritari, les opcions eren "Si" i "No". L'opció "Si" li permetria al general Augusto Pinochet continuar al comandament del país per vuit anys més, després dels quals lliuraria el poder a la democràcia, i l'opció "No", que faria el pas a eleccions presidencials i parlamentàries, i la fi del règim militar, a l'any següent.
René Saavedra, un reeixit publicista, és abordat pel comitè del costat del No per consultes sobre la seva proposta publicitària. D’amagat del seu cap políticament conservador, Saavedra accedeix i considera que la publicitat en qüestió és una lletania trista i poc atractiva dels abusos del règim, creada per una organització que no té confiança en els seus esforços. Atret amb aquest desafiament de mercadeig i el seu propi odi a la tirania de Pinochet, proposa amb el subcomitè de publicitat un enfocament promocional alegre i optimista, destacant conceptes abstractes com a "alegria" (cançó "Xile, l'alegria ja ve") per a enfrontar preocupacions que votar en un referèndum sota una notòriament brutal junta militar podria ser perillós i políticament sense sentit.
Encara que Saavedra, el seu fill i els seus camarades són eventualment intimidats per les autoritats mentre que l'enfocament de mercadeig heterodox és rebutjat per alguns membres del No com una fàcil negació dels abusos del règim, la proposta és aprovada per a la campanya. Eventualment, el cap de Saavedra, Lucho, s'assabenta de les activitats del seu empleat. Quan Saavedra rebutja una oferta per a tornar-se soci si renunciava a la campanya, Lucho dirigirà la campanya del Sí com un assumpte de supervivència.
La campanya va tenir lloc durant 27 nits d'anuncis televisius, on cada costat tenia 15 minuts per nit per a presentar el seu punt de vista. Al llarg d'aquest mes, la campanya del No, creada per la majoria de la comunitat artística de Xile, prova ser efectiva a través d'una sèrie de presentacions entretingudes i perspicaces que tenen un irresistible encant per a totes les audiències. En contrast, la campanya del Sí, que només ha extret dades econòmiques positives al seu favor i poc personal creatiu, és ridiculitzada fins i tot per oficials del govern, sent considerada com repel·lentment ignorant i de mà dura.
Encara que el govern va tractar d'interferir amb la campanya del No amb més intimidació i censura evident, Saavedra i el seu equip usen aquestes tàctiques al seu favor en la seva estratègia de mercadeig i la simpatia pública s'inclina cap a ells. Mentre la campanya s'escalfa en els dies finals amb el No recolzat per celebritats internacionals i àmpliament populars concerts de carrer, fins i tot els atacs policials no aconsegueixen desanimar a la campanya del No, reduint al costat del Si a parodiar desesperadament els anuncis del No.
En el dia del referèndum, temporalment apareix que el Sí que porta la davantera, però el resultat final resulta ser una victòria del costat del No. La prova final només ve quan les tropes envoltant la caserna del No es retiren, mentre s'escampa la notícia que els alts comandaments militars xilens van fer que Pinochet reconegués el resultat. Després de l'èxit, Saavedra (indecís sobre què pensar sobre aquest tema) i Lucho reprenen el seu treball quotidià en la publicitat, amb un nou Xile naixent.

## Producció
Pablo Larraín, director de la pel·lícula, va filmar en el suport de vídeo O-matic 3:4, que s'usava a fins de la dècada de 1980, per a donar major realisme a les escenes, rebutjant l'ús de les cambres modernes. D'aquesta manera va aconseguir que la textura i els colors dels documentals de la televisió xilena de llavors es confonguessin amb les escenes de ficció.
| «                | Jo vaig créixer en els anys 80, durant la dictadura. El que vèiem en la televisió, aquest vídeo de baixa definició, era un imaginari brut que no es podia registrar de manera pristina. La memòria col·lectiva està plena d'aquests records de foscor, d'impuresa […] Filmar en cinema o amb les càmeres digitals d'alta definició actuals hauria generat una distància amb la imatgeria de l'època. Era important aquesta fusió i ara en veure-la no sé bé quin és el material nostre i quin el de la televisió. | » |
| — Pablo Larraín. | |   |

Així mateix, Larraín va reconèixer que «hi ha molta nostàlgia [en el film]; el plebiscit del 5 d'octubre del 88 és una data vèrtex, una data frontissa; està tot el plec de la història xilena ficada aquí, de la recent almenys. [La clau de No està en] com un grup de persones prenen les eines creades, imposades per la dictadura, aquestes eines socials i fins i tot polítiques, i les utilitza per a crear un discurs que permet finalment derrotar a Pinochet». A més, Larraín va assenyalar que encara queden conseqüències del plebiscit: «Ara, és només la derrota de Pinochet o és també la victòria del model de Pinochet? Aquesta ambigüitat crec que és la concepció de la pel·lícula».

## Guió
Pedro Peirano, guionista del film, va prendre com a punt inicial l'obra de teatre inèdita El plebiscito, de Antonio Skármeta, al qual va sumar la seva pròpia recerca i la realitzada per la periodista Lorena Penjean.
| «                | L'obra de Skármeta, que no es coneix perquè mai ha estat estrenada, va ser el punt de partida. Hi havia un únic personatge. El que jo vaig fer va ser desenvolupar-la, parlar amb la gent que va fer la campanya. Va ser un procés molt interessant. La gent que estava a favor del No parlava fàcilment i els que van votar pel Sí que sentien vergonya […] El motor per a l'adaptació va ser la meva pròpia curiositat, saber com s'havia fet la campanya. En la pel·lícula cada personatge representa a un grup sencer de persones de la realitat. Són com arquetips. | » |
| — Pedro Peirano. | |   |

El tractament donat per Skármeta al tema del plebiscit de 1988 es coneix no tant per la peça de teatre inèdita com per la posterior novel·la Los días del arcoíris (2011), definida pel seu autor com a «plena de llum», que proposa una mirada optimista i èpica de l'episodi històric, perquè en paraules de Skármeta, en ella «es prova una cosa fantàstica. La gent unida amb els artistes pot desembocar en un moviment social que condueixi a la llibertat». En canvi, els mitjans han destacat el tractament del guió de Peirano i el seu enfocament destinat a mostrar com efectivament es va crear la propaganda opositora, doncs, en paraules del guionista, la pel·lícula «és sobre el procés creatiu d'una campanya […] és com un cervell, on tu pots veure la lògica de com funciona» També la premsa ha subratllat que la pel·lícula exhibeix matisos crítics, com les paradoxes de l'ús del llenguatge publicitari en la campanya del No, o l'insinuar que, com a resultat del procés, el medul·lar del sistema instaurat per Augusto Pinochet continua inalterat a Xile, sent catalogada fins i tot com una pel·lícula que «critica la transició» xilena de la dictadura a la democràcia. De manera que la pel·lícula ha estat caracteritzada com una comèdia negra, com un «drama negre amb moments d'humor» i fins i tot com un «film terrible però necessari».

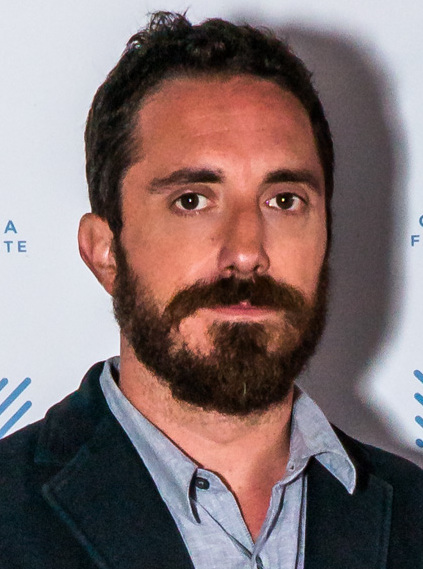
Realitzador de la pel·lícula

## Estrena
La pel·lícula es va estrenar el 18 de maig de 2012 en la Quinzena de Realitzadors del Festival de Cinema de Canes, on va ser rebuda entusiastament pel públic i va rebre el major premi de la secció: el Art Cinema Award. L'escriptor Antonio Skármeta es va mostrar emocionat amb la reacció del públic per la cinta que es va basar en la seva novel·la Los días del arcoíris: «Estic molt content de la reacció que va tenir el públic. És inusual que s'expressin de la forma que ho van fer, perquè aquestes funcions mantenen un toc professionalment fred. Així que m'imagino, des de la distància, que la pel·lícula els ha d'haver impressionat».
També es va dur a terme una preestrena amb els dirigents estudiantils de la Confech, entre els quals estaven convidats Camila Vallejo i Giorgio Jackson. A més, van assistir el director del film Pablo Larraín i l'actor Gael García. En un diàleg amb els dirigents estudiantils, l'actor va assenyalar que «si pogués dedicar-li a algú aquesta pel·lícula seria a vostès, al moviment estudiantil».
El 30 de juliol, es va realitzar l’ avant première del film, a la que hi van assistir tres expresidents xilens: Patricio Aylwin, Eduardo Frei Ruiz-Tagle i Ricardo Lagos. Aylwin va comentar que la pel·lícula «reflecteix el que va ser la fi de la dictadura i la recuperació de la democràcia a Xile, crec que és una molt bona expressió del que va ocórrer», mentre que Lagos va assenyalar que «cal entendre que la vida real és la vida d'un poble mobilitzat, un país que va entendre que per aquesta via podien derrotar a Pinochet, calia derrotar la por i es va fer». El 9 d'agost de 2012 es va estrenar comercialment en diferents sales de cinema. Segons l'empresa Ultracine, la cinta registrava 160 955 espectadors fins al 28 d'agost de 2012.
El film va ser seleccionat per a representar a Xile als Premis Oscar en la categoria «millor pel·lícula de parla no anglesa». El 21 de desembre, No va formar part de la llista de nou pel·lícules preseleccionades que van passar a la segona fase, continuant en la carrera per a ser part de les cinc nominades finals. El 10 de gener de 2013, No va ser nominada al Óscar 2012 com a «millor pel·lícula de parla no anglesa» al costat de Amour d'Àustria, Kon-Tiki de Noruega, A Royal Affair de Dinamarca i War Witch del Canadà. La pel·lícula sosté un 93% en el lloc de crítics Rotten Tomatoes.

## Repartiment
| Repartiment principal    | Repartiment principal | Repartiment principal |
| Actor                    | Personatge            | Notes |
| ------------------------ | --------------------- | --- |
| Gael García Bernal       | René Saavedra         | Publicista que torna a Xile des del seu exili en Mèxic per a participar en la franja televisiva de la campanya del No en el plebiscit de 1988. |
| Alfredo Castro           | Luis «Lucho» Guzmán   | Frío i pragmàtic amo de l'agència on treballa René i cap de la franja del Si.                                                                  |
| Luis Gnecco              | José Tomás Urrutia    | Político democratacristià. |
| Antonia Zegers           | Verónica Carvajal     | Exesposa de René. |
| Marcial Tagle            | Alberto Arancibia     | Publicista, amic de René |
| Néstor Cantillana        | Fernando Arancibia    | Director audiovisual |
| Jaime Vadell             | Sergio Fernández      | Ministre de l'Interior en 1988 |
| Pascal Montero           | Simón Saavedra        | Fill de René Saavedra |
| Diego Muñoz              | Carlos                | Integrant de la campanya pel No |
| Paloma Moreno            | Francisca             | Integrant de moviment polític a favor del No                                                                                                   |
| Paulo Brunetti           | Geovani               | Publicista de la campanya del Si |
| Sergio Hernández         | Cap de l'Exèrcit      | Cap d'Estat Major Presidencial en 1988 |
| Elsa Poblete             | Carmen                | Empleada domèstica de René Saavedra |
| Manuela Oyarzún          | Sandra                | Integrant de la campanya pel No |
| Alejandro Goic           | Ricardo               | Integrant de moviment polític a favor del No                                                                                                   |
| Amparo Noguera           | Psicòloga             | Integrant de la campanya pel No |
| Patricio Achurra         | Polític               | Integrant de moviment polític a favor del No                                                                                                   |
| Claudia Cabezas          |                       | Integrant de moviment polític a favor del No                                                                                                   |
| Pablo Ausensi            |                       | Gerent de publicitat del comercial Free |
| Francisca Castillo       |                       | Gerenta de publicitat del comercial Free |
| Pablo Krögh              |                       | Director de campanya a favor del No |
| Roberto Farías           | Marcelo               | Comunista i parella de Verónica |
| Andrea Zuckermann        |                       | Directora del campanya a favor del Si |
| César Caillet            |                       | Productor executiu de Televisió Nacional de Xile                                                                                               |
| Héctor Aguilar           | Militar               | |
| Participacions especials |                       | |
| Convidat(a)              | Rol                   | Notes |
| César Arredondo          | Ell mateix            | |
| Patricio Aylwin          | Ell mateix            | |
| Patricio Bañados         | Ell mateix            | |
| Cecilia Echenique        | Ella mateixa          | |
| Gabriela Medina          | Ella mateixa          | |
| Florcita Motuda          | Ell mateix            | |
| Maitén Montenegro        | Ella mateixa          | |
| Claudio Narea            | Ell mateix            | |
| Isabel Parra             | Ella mateixa          | |
| Javiera Parra            | Ella mateixa          | |
| Tati Penna               | Ella mateixa          | |
| Delfina Guzmán           | Ella mateixa          | |
| Malucha Pinto            | Ella mateixa          | |
| Jorge Yáñez              | Ell mateix            | |
| Osvaldo Silva            | Ell mateix            | |
| Schlomit Baytelman       | Ella mateixa          | |
| Ana María Gazmuri        | Ella mateixa          | |
| Maricarmen Arrigorriaga  | Ella mateixa          | |
| Consuelo Holzapfel       | Ella mateixa          | |
| Julio Jung               | Ell mateix            | |
| María Elena Duvauchelle  | Ella mateixa          | |
| Eugenio Tironi           | Psicòleg              | |

## Premis i nominacions
| Any  | Cerimònia | Premiación           | Categoria                                                      | Resultat   | Ref.              |
| ---- | --------- | -------------------- | -------------------------------------------------------------- | ---------- | ----------------- |
| 2012 | 85a       | Premis Oscar         | Millor pel·lícula estrangera                                   | Nominada   | [ 1 ] [ 2 ] [ 3 ] |
| 2013 | 55a       | Premi Ariel          | Millor pel·lícula iberoamericana                               | Nominada   | [ 27 ]            |
| 2012 | 65a       | Festival de Canes    | Art Cinema Award (Quinzena de Realitzadore)                    | Guanyadora | [ 28 ]            |
| 2012 | 34a       | Festival de l'Havana | Millor pel·lícula llargmetratge de ficció (Primer Premi Coral) | Guanyadora | [ 29 ] [ 30 ]     |

## No, la sèrie
Amb 100 minuts més que la pel·lícula i en 4 episodis, TVN va emetre No, la sèrie, que va comptar amb les actuacions de Gael García Bernal, Antonia Zegers, Luis Gnecco, Alfredo Castro, Néstor Cantillana, Alejandro Goic, Marcial Tagle, entre d'altres. Aquesta vegada en format de sèrie de televisió, No s'acosta més als personatges i les seves relacions, desenvolupant més els seus conflictes i històries personals.

### Descripció
No esdevé en un Xile dividit, el de 1988. Augusto Pinochet ha anomenat a un plebiscit i l'enginyós i cínic publicista René Saavedra és convocat per l'oposició per a crear la campanya del NO. Saavedra, antic contrincant de la repressió, avui gaudeix de la vida en una oficina de publicitat luxosa i de dreta. Saavedra, com molts, considera que el plebiscit serà un frau més de la dictadura... val la pena perdre tot el que ha aconseguit, per vells ideals que mai van portar cap a res?. No obstant això, un detall canvia tot: el govern autoritzarà l'emissió d'una petita franja política televisiva de 15 minuts perduda en l'horari nocturn. Encara que l'oficialisme controla la televisió tota la resta del dia, Saavedra és l'únic que té fe en aquests escarits minuts de llibertat. En aquest sentit, va haver de lluitar no sols contra la maquinària mediàtica del govern, sinó que també contra l'opinió estesa dins de l'oposició, la qual plantejava que no es podia festinar amb el dolor, i que la seva proposta era frívola i falta de respecte per la manera de tractar certs temes.

### Capítols
| Capítol | Títol                                           | Data d'emissió      | Ràting |
| --- | ----------------------------------------------- | ------------------- | ------ |
| 1 | «René acepta el desafío de trabajar para el NO» | 7 de gener de 2014  | 13,5   |
| El publicista interpretat per Gael García accedeix a col·laborar en la campanya del No. En aquest capítol, el polític José Tomás Urrutia (Luis Gnecco), encarregat de la campanya del No, convida a participar en ella a un tranquil publicista, René Saavedra (Gael García Bernal). El publicista accepta la proposta com un desafiament impossible, malgrat la indignació del seu cap, Guzmán (Alfredo Castro) i d'exposar-se, al costat de la seva família, a la mira de la dictadura. |                                                 |                     |        |
| 2 | «Publicistas en la mira»                        | 14 de gener de 2014 | 11,6   |
| El cap de Saavedra s'assabenta que està en la campanya del NO i comencen els problemes. En aquest capítol de "No, la sèrie", Saavedra (Gael García Bernal) nota que l'estratègia de centrar-se en les atrocitats del règim, no fa fallida la por dels votants. I potser usant el popular llenguatge de la publicitat, podrà convèncer als indecisos. Arriba a un producte, "L'Alegria", i malgrat la incredulitat de molts, planeja una campanya inèdita en el món. No obstant això, el seu cap (Alfredo Castro) se les enginya per a espiar-lo i per a informar les autoritats del que passa, posant en perill la integritat del publicista. |                                                 |                     |        |
| 3 | «La idea de Saavedra es un peligroso éxito»     | 21 de gener de 2014 | N/A    |
| Comencen a aparèixer els bons resultats i, amb això, els atacs. En aquest capítol de "No, la sèrie", mentre l’arriscada campanya del NO es realitza en secret, Saavedra (Gael García Bernal) enfronta problemes interns on col·laboradors menys pragmàtics intenten sensibilitzar una campanya que sembla un comercial de Coca-Cola. Quan s'estrena la campanya, el resultat confirma la idea de Saavedra. L'antiquada campanya del SI, per part seva, sembla una lliçó de tot el que no cal fer. |                                                 |                     |        |
| 4 | «La alegría triunfa»                            | 28 de gener de 2014 | N/A    |
| La campanya del NO gana, malgrat les amenaces contra el publicista. La campanya del SI liderada per Guzmán (Alfredo Castro) desacredita al NO i ho parodia. No obstant això, Saavedra (Gael García Bernal) no contesta cap de les odiositats. I malgrat tots els recursos del SI, el NO cala profund en la gent. En el pla personal, Guzmán intenta afeblir a Saavedra fent que el seu fill sigui amenaçat. El dia de la votació es torna un misteri: reconeixerà Pinochet el triomf del NO?. Finalment, el triomf del NO resulta inevitable. L'alegria ha triomfat.                                                                          |                                                 |                     |        |